# Zlato Rudolf
Zlato Rudolf, slovenski kipar, * 5. december 1952.
Diplomiral je na Akademiji likovnih umetnosti v Ljubljani pri profesorju Slavku Tihcu. Živi in ustvarja v Idrijski Beli, ob potoku, ki se izliva v reko njegovega otroštva - Idrijco.
Ustvarja predvsem kamnite skulpture in leseni kipe, unikatne kamine, fontane in portrete v glini. Oblikuje tudi bivalne prostore in vrtove (parke) ter manjše dekorativne izdelke - kamnite mize, svetila, spuščene strope, nenavadne stebre ipd.